# Berndlmühle (Gemeinde Aigen-Schlägl)
Berndlmühle ist ein Weiler in der Gemeinde Aigen-Schlägl im Bezirk Rohrbach in Oberösterreich. Er ist nach einer gleichnamigen ehemaligen Mühle an der Großen Mühl benannt.

## Siedlung

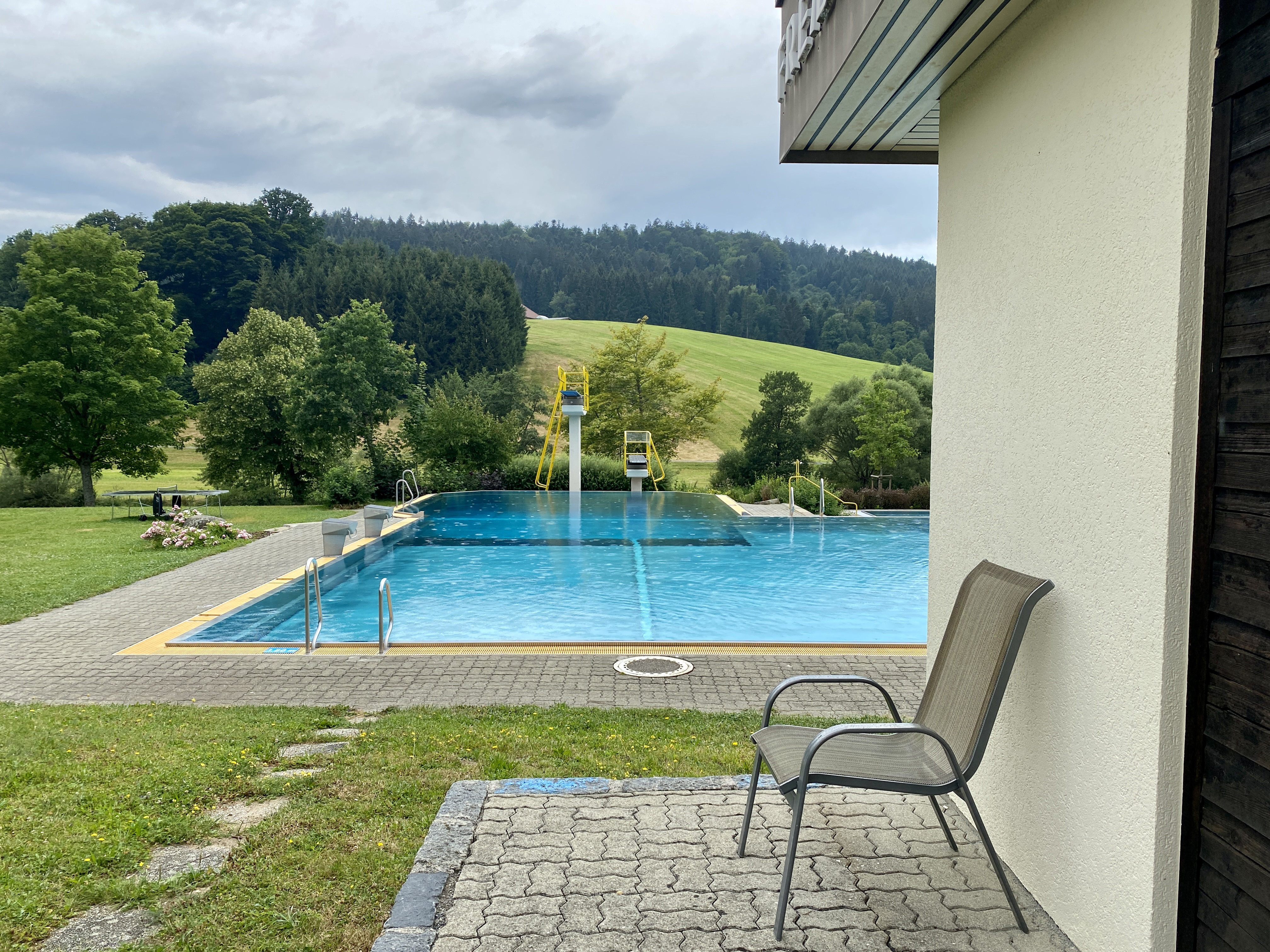
Frei- und Naturflussbad Aigen-Schlägl

Der Weiler Berndlmühle gehört zur Ortschaft Aigen im Mühlkreis. Er liegt am linken Ufer der Großen Mühl nordöstlich der namensgebenden Mühle.
Etwas außerhalb der Siedlung erstreckt sich das 15.000 m² große Frei- und Naturflussbad Aigen-Schlägl. Den Beschluss zur Errichtung einer Badeanstalt fasste der Verschönerungsverein Aigen bereits im Sommer 1888. Das Grundstück dafür stellte der damalige Mühlenbesitzer Mathias Kern kostenlos zur Verfügung. Die Schießstätte Aigen-Schlägl bei der Berndlmühle wurde 1910 eröffnet. Während der von 1. Mai bis 10. August 1945 dauernden US-amerikanischen Besatzung befand sich oberhalb der Mühle ein Gefangenenlager für SS-Angehörige und NSDAP-Mitglieder.
Karl Kern, der damalige Betreiber der Berndlmühle, und Alois Bitter, der Direktor des Deutsch-Österreichischen Viehwirtschaftsverbands, gründeten 1921 den Sägewerkbetrieb Mühlviertler Holzindustrie. Das Unternehmen war ab 1929 im Besitz von Josef Bitter. Die Stromversorgung kam zunächst von einem E-Werk bei Kerschbaum und ab 1933 von einem betriebseigenen Lokomobil. Das Werk exportierte Schnittholz nach Holland, Frankreich, Italien, Griechenland und Ungarn und Kistenteile nach Irland und Palästina. Während des Zweiten Weltkriegs arbeiteten 25 Kriegsgefangene für die Mühlviertler Holzindustrie. Bei Kriegsende kam es zu Plünderungen. Noch Ende der 1940er Jahre verwertete der Betrieb jährlich etwa 10.000 Kubikmeter Holz. Jeweils eigene Werkstätten widmeten sich der Herstellung von Möbeln, Bauernstuben, Kisten und Bürstenhölzern.
Südlich des Weilers führt die Berndlmühlbrücke mit der Landesstraße L1547 (Ödenkirchener Straße) über den Fluss. Sie wurde ab 1987 neu erbaut. Auf der Baustelle verlor ein Baufahrzeug im Oktober 1988 rund 200 Liter Hydrauliköl. Die Freiwillige Feuerwehr Schlägl war mit der Errichtung von Ölsperren flussabwärts und dem Abschöpfen von Ölbindemittel 142 Arbeitsstunden im Einsatz.

## Mühle

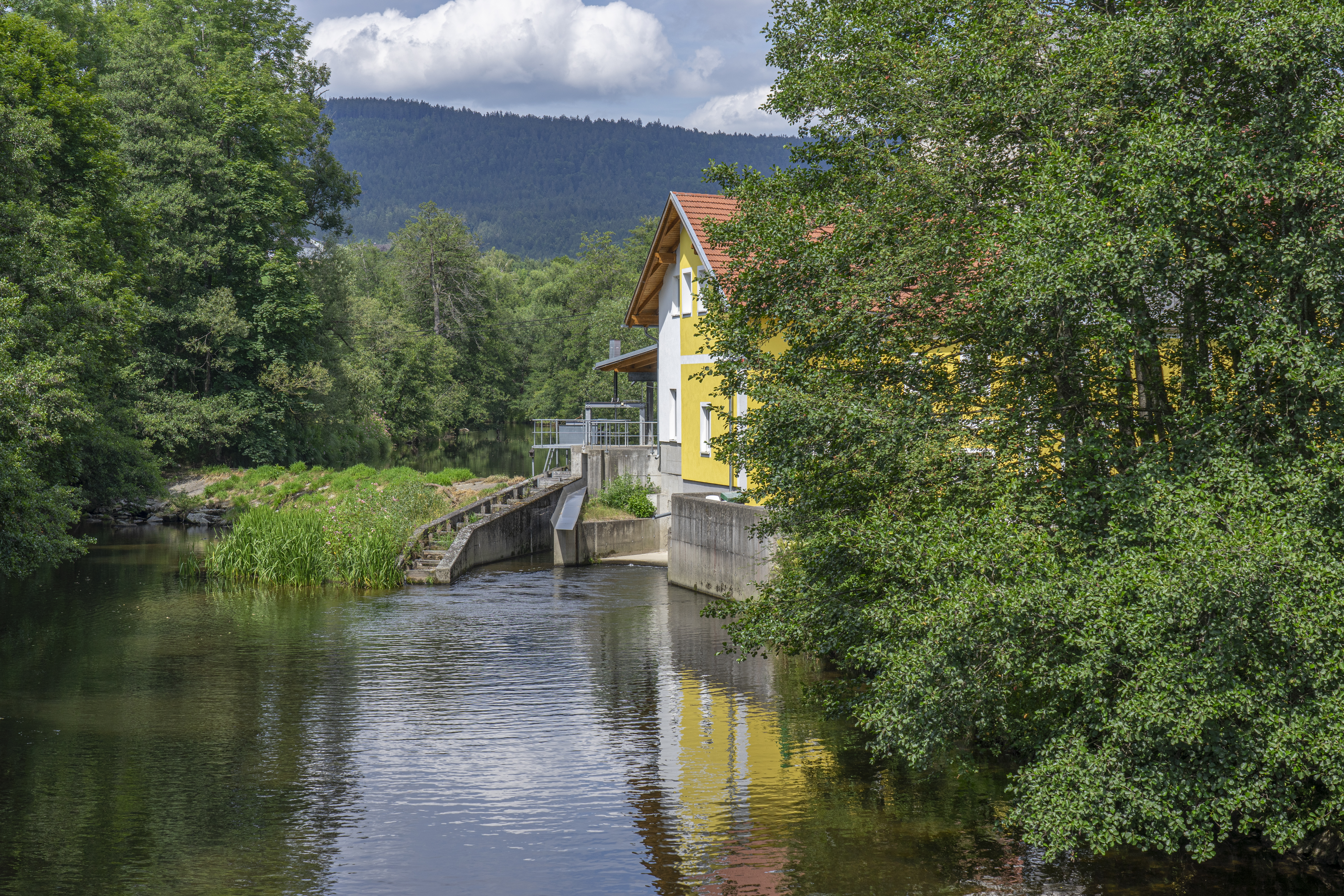
Große Mühl bei der Berndlmühle

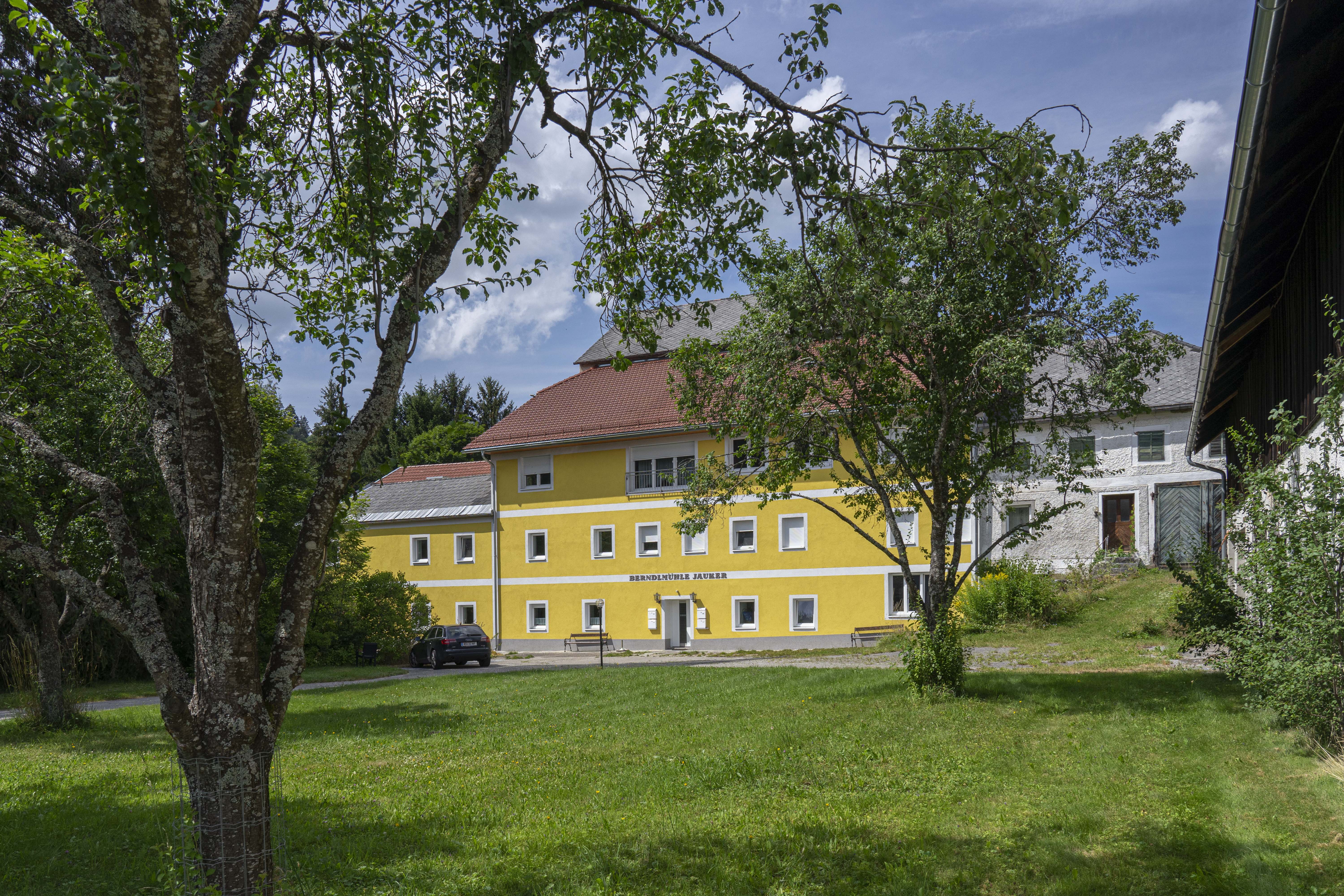
Hauptgebäude der Berndlmühle

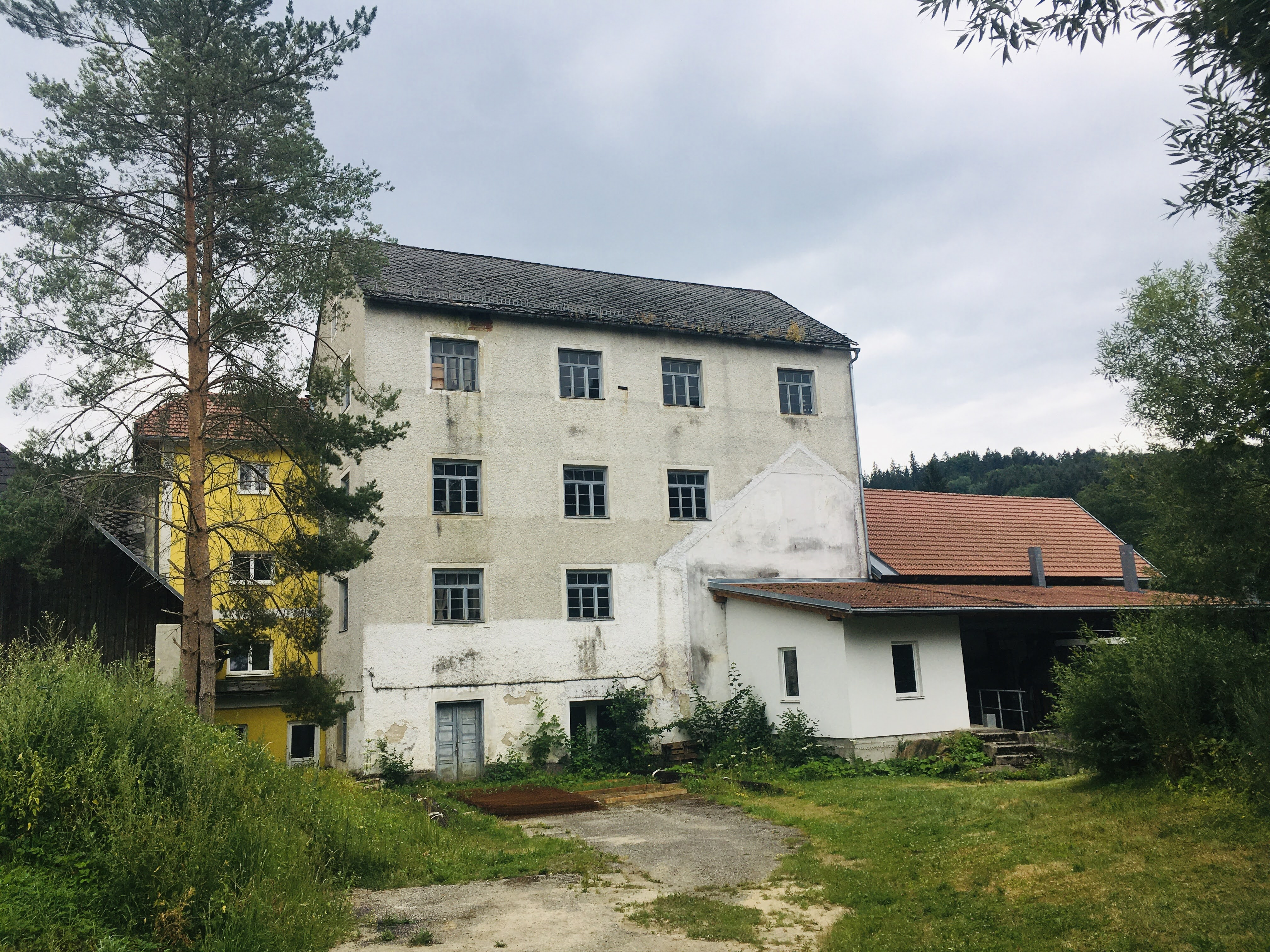
Hintergebäude der Berndlmühle

Die Berndlmühle (⊙) steht auf einer Höhe von 542 m ü. A. am linken Ufer der Großen Mühl. Zum Areal gehört die Wasserkraftanlage Jauker Berndlmühle.
Die ersten namentlich bekannten Besitzer der Mühle waren Veit Berndlmüller im Jahr 1578 und Sebastian Berndlmüller im Jahr 1583. Nach 1620 gehörte die Berndlmühle Angehörigen der Familien Wöß und Stegmüllner und ab 1847 Mathias Kern. Der Reichsratsabgeordnete Leopold Kern wurde 1857 als dessen Sohn in der Berndlmühle geboren. Das Bauwerk umfasste in dieser Zeit drei Mahlgänge, eine Säge und einen Ölgang. Die elektrische Beleuchtung der Wohn- und Geschäftsräume wurde 1891 eingeführt.
Karl Kern und dessen aus Diendorf stammende Ehefrau Maria Hörschläger übernahmen die Mühle 1893. Das Wasserrad wurde 1907 durch eine Francis-Turbine ersetzt. Eine durch Schneeschmelze verursachtes Hochwasser zerstörte im März 1914 die Flussbrücke bei der Mühle. Die Säge wurde 1923, nach der Gründung der Mühlviertler Holzindustrie, stillgelegt. Alois Kern, der 27-jährige Sohn des Mühlenbesitzers, starb 1931 beim Versuch das Grundeis vom Schutzrechen des Elektrizitätswerks zu entfernen. Er hätte die Mühle übernehmen sollen. Stattdessen kamen 1933 Anna Kern und deren aus Rudolfstadt stammender Ehemann Peter Paul Jauker zum Zug. Die Berndlmühle stand seitdem im Besitz von Angehörigen der Familie Jauker.
In der Zwischenkriegszeit kam es zu mehrjährigen juristischen Auseinandersetzungen zwischen den Besitzern der Berndlmühle und den Besitzern der weiter flussabwärts gelegenen Baumgartenmühle, die zum Teil bis vor den Verwaltungsgerichtshof kamen. Die Berndlmühlbesitzer verlangten mehrere Maßnahmen, um einen schädigenden Rückstau der Baumgartenmühle zu verhindern. Der 18-jährige Rechtsstreit wurde 1937 mit der Entscheidung beendet, das Wehr der Baumgartenmühle um 15 Zentimeter niedriger zu machen.
Ende der 1940er Jahre wurde in der Berndlmühle, neben Roggen und Weizen aus der Region, im Rahmen des Marshallplans viel Getreide aus den Vereinigten Staaten und aus Kanada gemahlen. Sie galt in dieser Zeit als größte Mühle im oberen Mühlviertel. Das Ölgewerbe wurde 1961 abgemeldet, nachdem es schon längere Zeit nicht mehr praktiziert worden war. Für den Betrieb des Elektrizitätswerks wurde 1969 eine Kaplan-Turbine eingebaut. Der Mühlenbetrieb wurde schließlich 1971 eingestellt.